# Vi hoàng leo
Vi hoàng leo hay còn gọi cửu lý minh (danh pháp khoa học: Senecio scandens) là một loài thực vật có hoa trong họ Cúc. Loài này được Buch.-Ham. ex D.Don miêu tả khoa học đầu tiên năm 1825.